# Strafrechtelijke dwaling
Dwaling, in het Belgisch strafrecht, is een schulduitsluitingsgrond of grond om de persoon die een misdrijf pleegt ontoerekenbaar voor het misdrijf te verklaren. 
Het gaat om een onoverwinnelijke dwaling wanneer een persoon door een verkeerd technisch advies van de overheid plaatselijke reglementeringen overtreedt. 

 De dwaling heeft niets te maken met een justitiële dwaling noch rechterlijke dwaling